# Voïvodie de Kiev
 (signalé en mai 2025).
Si vous disposez d'ouvrages ou d'articles de référence ou si vous connaissez des sites web de qualité traitant du thème abordé ici, merci de compléter l'article en donnant les références utiles à sa vérifiabilité et en les liant à la section « Notes et références ».
- Archive Wikiwix
- Bing
- Cairn
- DuckDuckGo
- E. Universalis
- Gallica
- Google
- G. Books
- G. News
- G. Scholar
- Persée
- Qwant
- (zh) Baidu
- (ru) Yandex
- (wd) trouver des œuvres sur Wikidata

1471–1793
Entités précédentes :
- Principauté de Kiev
( Grand-duché de Lituanie)

Entités suivantes :
- Gouvernement de Kiev
( Empire russe)

La voïvodie de Kiev (en polonais : województwo kijowskie ; en latin : palatinatus kioviensis ; en ukrainien : Київське воєводство) était une division administrative et un gouvernement local dans le grand-duché de Lituanie de 1471 jusqu'en 1569 et de la couronne du royaume de Pologne à partir de 1569 jusqu'en 1793 dans le cadre de la province de Petite-Pologne.

## Description
C'était la plus grande voïvodie de la république des Deux Nations, couvrant entre autres le territoire contrôlé par les Cosaques zaporogues. Sous l'ordre du roi Casimir IV Jagellon, elle avait remplacé l'ancienne principauté de Kiev, gouvernée par des princes lituaniens depuis leur victoire à la bataille des Eaux-Bleues en 1362.
Son premier centre administratif était à Kiev, mais lorsque la ville a été donnée à l'Empire russe en 1667 dans le cadre du traité d'Androussovo, la capitale devint Jytomyr, et le resta jusqu'au deuxième partage de la Pologne en 1793 et l'annexion par la Russie.

## Division administrative
- Comté de Kiev
- Comté de Ovroutch
- Comté de Jytomyr